# Amraica recursaria
Amraica recursaria är en fjärilsart som beskrevs av Francis Walker 1860. Amraica recursaria ingår i släktet Amraica och familjen mätare, Geometridae. Inga underarter finns listade i Catalogue of Life.